# 格里戈里·克里斯
格里戈里·雅科夫列维奇·克里斯（烏克蘭語：Григорій Якович Крісс，1940年12月24日—），苏联男子击剑运动员。他曾参加1964年、1968年和1972年三届夏季奥运会，共收获一枚金牌、两枚银牌和一枚铜牌。